# RAMDAC
Ein RAMDAC (Random Access Memory Digital/Analog Converter) ist ein Chip auf der Grafikkarte, der für die Umwandlung von digitalen (Videospeicher) in analoge Bildsignale (Monitor) sorgt. Er wird also nur im Zusammenhang mit analogen Bildschirmen, die beispielsweise mit VGA angeschlossen werden, benötigt.
Er enthält neben einem kleinen statischen Speicher, in dem Farbtabellen abgelegt sind, drei D/A-Wandler (für je eine der Grundfarben rot, grün, blau). Jeder dieser D/A-Wandler setzt den digitalen Farbwert für eine Grundfarbe mit Hilfe der Farbtabelle in einen für den Monitor verständlichen analogen Spannungswert um.

Der RAMDAC ist entweder auf dem Grafikchip oder als externer Baustein realisiert. 

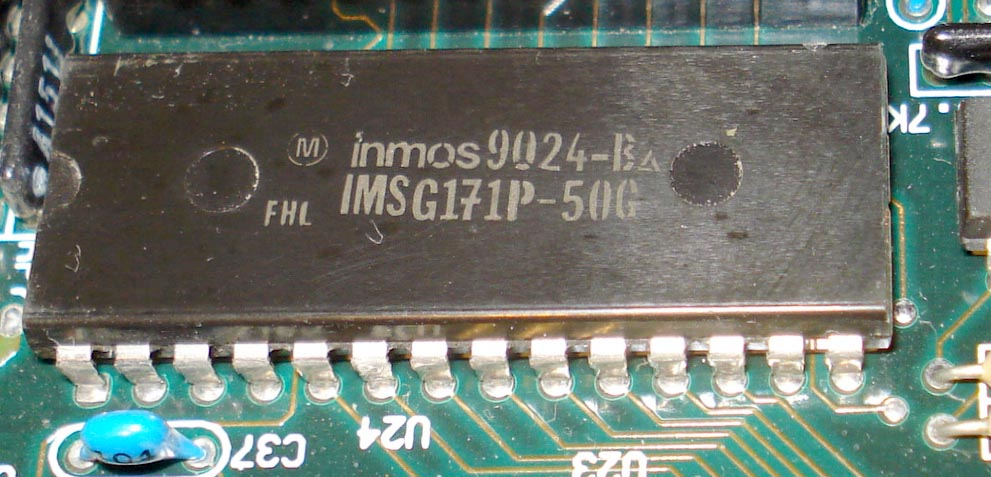
RAMDAC in 28-pol. DIP-Gehäuse

Das Haupt-Leistungsmerkmal ist die Pixelfrequenz, also die Anzahl der Pixel, die der RAMDAC pro Sekunde umwandeln kann. Je höher diese Geschwindigkeit ist, desto höher kann die Auflösung und/oder die Bildwiederholfrequenz gewählt werden.
Daneben ist auch noch die Flankensteilheit des Ausgangssignales von Bedeutung, sie bestimmt die Bildschärfe.